# Anomophysis elongata
Anomophysis elongata là một loài bọ cánh cứng trong họ Cerambycidae.